# Fernando Heredia
Enrique Alonso, más conocido como Fernando Heredia (Buenos Aires, 10 de octubre de 1923-ib., 20 de marzo de 2018), fue un reconocido director y actor argentino, recordado principalmente por su labor en teatro y televisión, destacándose El teleteatro para la hora del té (1956).

## Biografía
En 1946 inició su carrera cinematográfica con Inspiración, de Jorge Jantus; y al año siguiente se lo pudo apreciar en un breve rol en el drama Los hijos del otro. Su paso por el cine fue escaso, llegando solamente a participar en cuatro películas. De una gran trayectoria teatral, en 1950 actuó en la obra teatral La dulce enemiga, de Antonio Cunill Cabanellas, con Alberto Bello y Alberto Closas. También participó en Los maridos de mamá, con Gloria Guzmán a mediados de la década de 1950 y acompañó en 1958 a Malvina Pastorino y a su esposo, Luis Sandrini, en la pieza de teatro El baile, de Edgar Neville con la dirección del propio Sandrini en el Teatro Empire. En sus inicios, secundó a María Concepción César en El ángel de barro, de Gerardo Ribas en 1954.
Anteriormente había formado su propia compañía, encabezando un exitoso rubro con Nélida Bilbao como en el estreno de Variaciones sobre un mismo tema (1954), de Eduardo Pappo. En 1956, por Canal 7 —hoy Televisión Pública— fue el galán de María Aurelia Bisutti en la serie Teleteatro para la hora del té, que batió récords de audiencia y le otorgó gran popularidad. Compuso al Señor Curie en la miniserie Los premios Nobel (1958) en compañía de Amelia Bence. Fue dirigido por importantes directores como Esteban Serrador y Ernesto Mas en programas de televisión como Más allá del color, que alternaba el género biográfico.
Protagonizó la comedia francesa El ruiseñor cantaba al lado de Nathán Pinzón en el Teatro Florida en 1963 y en 1964 integró el reparto de El amor tiene cara de mujer, que gracias a su rotundo éxito, permaneció vigente hasta 1971 con Iris Láinez. Bajo las órdenes de Fernando Ayala, fue parte de Show Standart Electric (1965), por Canal 11 y para 1968 actuó en el espectáculo Bajo la garra, llevada a cabo en el Teatro Presidente Alvear con Nelly Panizza. Trabajó durante seis años con Luisa Vehil en el Teatro Liceo, realizando obras como Los acusados y Adorable Julia.
También se desempeñó como director teatral en el ciclo Teatro Universal —con 5000 títulos en escena— y en la obra Hotel de ilusos. Además, fue regisseur de óperas como Tosca, La traviata, La bohème, El barbero de Sevilla, Cosi fan tutte y Lucía de Lamermour y se lució en el medio televisivo con su personaje en La salvaje (1961), por ejemplo.
Después de incursionar en el romance La historia de Celia Piran, en 1972 realizó su última intervención cinematográfica hasta la fecha en La sonrisa de mamá, de Enrique Carreras. Allí figuraron Palito Ortega, Libertad Lamarque, Nelly Beltrán, Irma Córdoba, entre otros. En los años 1970 comenzó a disminuir su trabajo, pero aun así se lo pudo ver en La casa, el teatro y usted, con adaptación de Elena Antonietto.
En 1981 dirigió La primera mentira, por ATC (Argentina Televisora Color) y Proceso a cuatro monjas, junto a Eduardo Ocana. Volvió a retornar a este trabajo en 1986 con Don Basilio mal casado, de Tulio Carella. Luego de un largo paréntesis, en 1992 encarnó a Raúl en el ciclo televisivo Primer amor y tuvo un pequeño papel en Después del sueño, estrenada en Madrid, España el mismo año para la compañía Antea Films.
Alejado de la actividad pero presente en distintos actos públicos, entre 2008 y 2010 protagonizó con Hilda Bernard y Duilio Marzio una versión de una obra de Sándor Márai: El último encuentro, en el Teatro La Comedia, que obtuvo excelentes críticas por parte de la prensa. También, durante su labor en ésta, recibió el premio Trinidad Guevara a la trayectoria masculina. Residió los últimos años de su vida en la Casa del Teatro y falleció a la edad de 94 años el 20 de marzo de 2018 en la Ciudad de Buenos Aires.

## Filmografía
- Después del sueño (1992)
- La sonrisa de mamá (1972)
- Los hijos del otro (1947)
- Inspiración (1946)